# Kjell N. Lindgren
Kjell Norwood Lindgren (23 de enero de 1973) es un astronauta estadounidense.  Lindgren fue seleccionado en junio de 2009 como miembro del Grupo de los 20 Astronautas de la NASA. Fue lanzado el 22 de julio de 2015 en la nave rusa Soyuz TMA-17M a la Estación Espacial Internacional para formar parte de la Expedición 44 y Expedición 45 respectivamente.

## Biografía
Edad 36, de League City Texas; Centro Médico de la Universidad de Texas. Wyle cirujano de vuelo para el Transbordador espacial de la NASA, a la Estación Espacial Internacional y del programa Proyecto Constelación; nacido el 23 de enero de 1973 en Taipéi. Lindgren tiene grados en la Academia de la Fuerza Aérea de los Estados Unidos, Colorado State University, Universidad de Colorado Escuela de Medicina, en la Universidad de Minnesota y el Centro Médico de la Universidad de Texas. Es radioaficionado, titular de la licencia KO5MOS.

## Carrera en la NASA

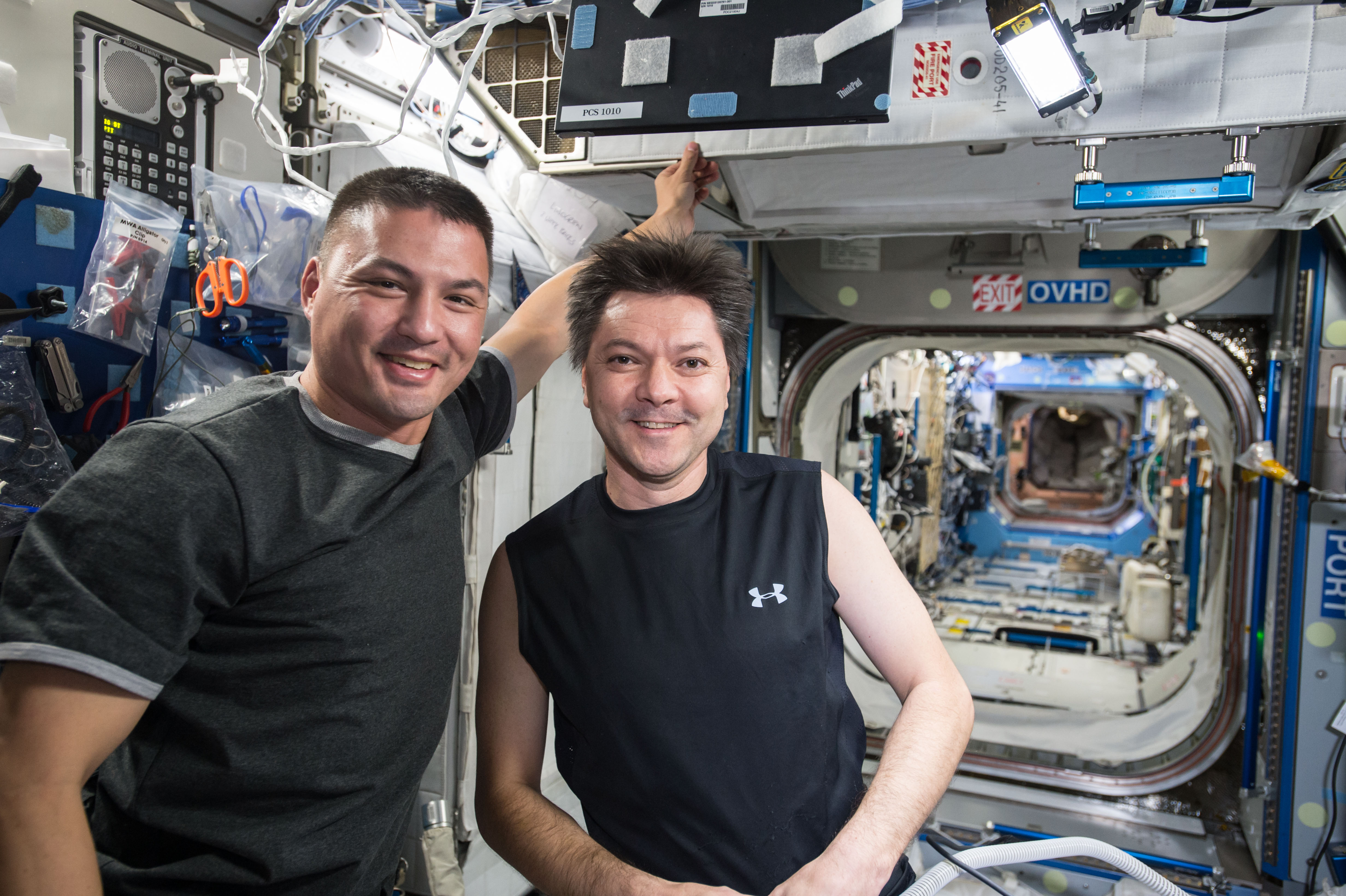
Kjell Lindgren con el cosmonauta Oleg Kononenko en la ISS

Empezó a trabajar en Johnson Space Center en 2007. Fue cirujano de tripulación durante las misiones STS-130 y Expedición 24. En junio de 2009, se convirtió en miembro del grupo de astronautas número 20 de la NASA y terminó su formación en el año 2011. Finalizado el entrenamiento trabajo como CAPCOM, especialmente para la Expedición 30. En 2013 recibió entrenamiento en el Centro de Entrenamiento de Cosmonautas Gagarin para servir como tripulación de reserva durante las expediciones Expedición 42 / Expedición 43.  Luego fue asignado como ingeniero de vuelo y especialista de misión para las misiones Expedición 44 / Expedición 45 que fue lanzado a la ISS a bordo de Soyuz TMA-17M el 22 de julio de 2015. Era su primera visita a la ISS.
En octubre de 2022 hablo por radio desde la ISS con los alumnos de la escuela de la Base Esperanza en la Antártida